# Parasterope pacifica
Parasterope pacifica is een mosselkreeftjessoort uit de familie van de Cylindroleberididae. De wetenschappelijke naam van de soort is voor het eerst geldig gepubliceerd in 2005 door Kornicker & Harrison-Nelson.